# MTV Unplugged (album de Bob Dylan)
Pour les articles homonymes, voir MTV Unplugged (homonymie).
Albums de Bob Dylan
Bob Dylan's Greatest Hits Vol. 3
(1994) Time Out of Mind
(1997)
MTV Unplugged est un album live de Bob Dylan sorti en 1995, enregistré fin 1994 dans le cadre de l'émission MTV Unplugged.

## Titres
Toutes les chansons sont écrites et composées par Bob Dylan.
| 1.      | Tombstone Blues               | 4:54 |
| 2.      | Shooting Star                 | 4:06 |
| 3.      | All Along the Watchtower      | 3:36 |
| 4.      | The Times They Are a-Changin' | 5:48 |
| 5.      | John Brown                    | 5:22 |
| 6.      | Rainy Day Women #12 & 35      | 3:31 |
| 7.      | Desolation Row                | 8:22 |
| 8.      | Dignity                       | 6:30 |
| 9.      | Knockin' on Heaven's Door     | 5:30 |
| 10.     | Like a Rolling Stone          | 9:09 |
| 11.     | With God on Our Side          | 7:16 |
| 1:04:10 |                               |      |

## Musiciens
- Bob Dylan : chant, guitare, harmonica
- Bucky Baxter : dobro, pedal steel, guitare steel
- Tony Garnier : basse
- John Jackson : guitare
- Brendan O'Brien : orgue Hammond
- Winston Watson : batterie